# Westray (Écosse)
Pour les articles homonymes, voir Westray.
Westray (en vieux norrois Vestrey, l'île de l'ouest) est une île du Royaume-Uni située dans l'archipel des Orcades, en Écosse ; elle est la sixième plus grande île de l'archipel. Son village principal est Pierowall (en), abritant l'église Lady Kirk (en), lieu patrimonial du XVe siècle, et accessible par ferry au départ de Papa Westray.

## Falaises de Noup Head

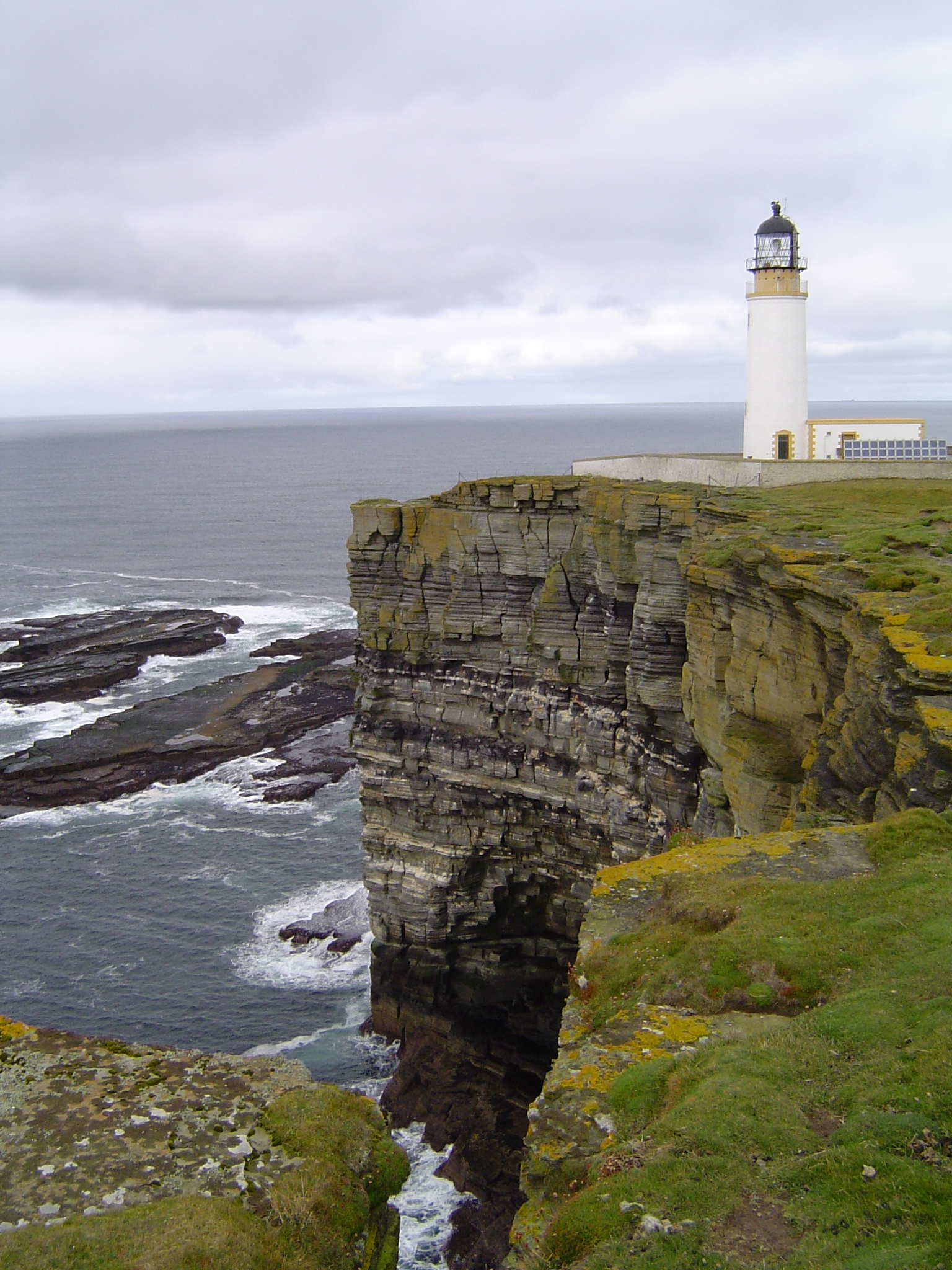
Le phare de Noup Head.

Les spectaculaires falaises de grès de Noup Head, sur la côte nord-ouest de Westray, hébergent la plus grande colonie d’oiseaux des Orcades. Ce site est une réserve naturelle. Chaque été, quelque 45 000 guillemots de Troïl et 12 000 couples de mouettes tridactyles peuplent les rebords des falaises. Fulmars boréals, pingouins torda, macareux et guillemots à miroir se reproduisent également ici. Les fous de Bassan ont fait leurs nids sur les falaises pour la première fois en 2003. Le long des falaises se trouvent des arméries, des silènes maritimes, des scilles de printemps et des délicates fleurs blanches du Parnasse.

## Phare
Au-dessus des falaises de Noup Head se trouve aussi un phare construit en 1898 et toujours en activité.

## Transport
La ligne aérienne entre Westray et Papa Westray représente le vol commercial régulier le plus court au monde, avec une durée de vol d'environ une minute pour une distance d'environ deux kilomètres à vol d'oiseau. Cette liaison est assurée par la compagnie Loganair.

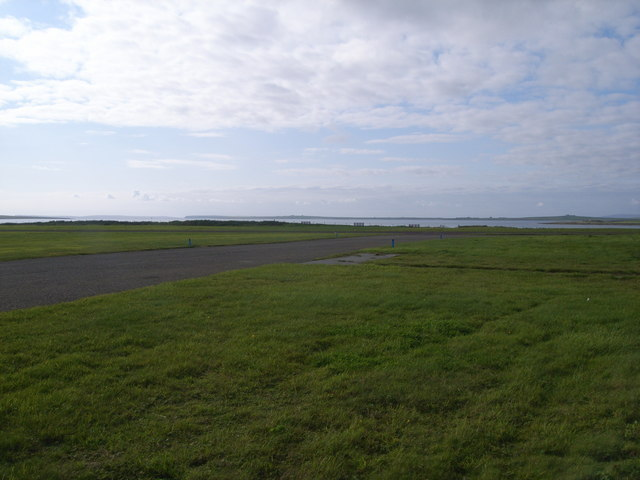
La piste de l'aérodrome de Westray, utilisée pour la liaison aérienne commerciale la plus courte au monde.

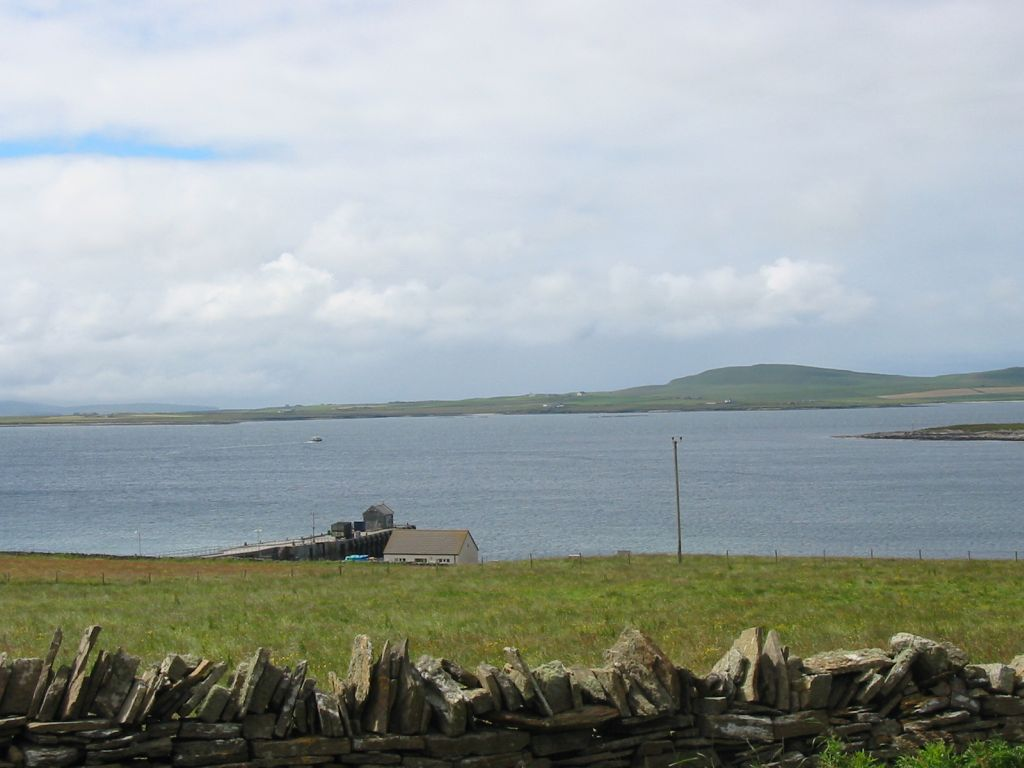
Westray, vue de Papa Westray.